# Klodwig Tschada
Ludwig (Klodwig) Tschada slovenski nemški alpinist, * 1892, † 1918.
Velja za enega pionirjev alpinizma na Slovenskem. Plezal je tako v Julijskih kot Kamniško-Savinjskih Alpah. Ludwig (Klodwig) Tschada se je rodil 1. februarja 1892 v Ljubljani. Njegov oče Ludwig je bil po očetovi strani sudetski Nemec, njegova mati je bila Marijana Podlogar iz Ljubljane. Oče je bil zaposlen pri Kranjski hranilnici kot glavni knjigovodja. Družina se je opredeljevala kot nemško govoreča.
Ludwig, ki mu je bilo ime tako kot očetu, si je v gimnaziji omislil vzdevek Klodwig, po katerem je bil znan prijateljem, uporabljal pa ga je tudi pri športnih udejstvovanjih. Povsod drugje je uporabljal uradno ime Ludwig.
Ko je imel Klodwig trinajst let, ga je oče peljal na Grintovec in Triglav. Tam se je kmalu pokazala sinova drzna plat. Označene planinske poti, po katerih je hodil oče, so za Klodwiga kmalu postale premalo zanimive, zato se je v planinstvu že pri petnajstih letih osamosvojil in se začel preskušati v plezanju. 
Klodwig je v Ljubljani obiskoval osnovno šolo in prvo gimnazijo. V letniku 1909/10 je maturiral na ljubljanski realki in šel študirat na Dunaj. Naredil je letnik strojništva in se nato prepisal na gradbeništvo.
Uradni alpinistični dosežki Klodwiga Tschade se pojavijo meteorsko, med zadnjimi počitnicami pred odhodom na Dunaj, ko je štel osemnajst let. Toda pred tem se je drzni mladenič že dobro prekalil v naših gorah. Tako kot je bilo tedaj priljubljeno med Ljubljančani, se je prostega plezanja, vrvne tehnike in uporabe klinov učil v previsih šmarnogorskega Turnca, obiskal pa je tudi desetine gora v Kamniško-savinjskih in Julijskih Alpah. V prvem od svojih dnevnikov leta 1907, ko je imel petnajst let, našteva ture, ki jih je opravil tisto poletje.
11. julij 1907, Grintovec čez Mlinarsko sedlo
13. julij 1907, Kočna po SV grebenu
15. julij 1907, Skuta 
12. september 1907, Mrzla gora čez Mrzli dol
14. september 1907, Dolgi hrbet
15. september, Štajerska Rinka – Kranjska Rinka – Skuta, grebensko prečenje
18. september 1907, Ojstrica čez Škrbino
Planjava iz Logarske doline (ni zapisal datuma)
Po spominih brata Ferdinanda, so bile gore Klodwigova velika strast, plezalnih tur pa se je loteval na kar najbolj naraven način. Klin zabit v skalno razpoko mu je predstavljal zadnjo možnost. Bil je dober opazovalec narave; njegovi opisi plezanja so bili redki, vendar detajlni. Vedno je živel v določenem razumnem tveganju, vedno si je veliko upal, vendar je vse kolikor se je le dalo, prej temeljito premislil. Znanje je črpal iz obstoječe literature in jezik mu pri tem ni bil ovira. Na popisu literature je imel poleg nemških vodnikov in priročnikov tudi prve slovenske in celo nekaj čeških. Zaradi tekoče slovenščine mu namreč ni bilo težko razbrati sorodnega slovanskega jezika. Verjel je v voljo človeka, ki lahko naredi veliko zase in za človeštvo. "Zmagovalec je tisti, ki je nekaj naredil iz sebe", je zapisal.
Klodwig Tschada je ob koncu najstniških let, v treh poletnih sezonah, med leti 1910–1912, opravil vse glavne alpinistične vzpone kot član Dunajskega akademskega kluba (Akademische Sektion Wien). Veliko je plezal sam in tudi v sestopu, kar ni bila navada.
Klodwig Tschada je v poletju 1911 opravil izredno dejanje, ko je kot prvi sam ponovil Nemško smer. Soliranje smeri sicer ni bilo predvideno, kajti za to turo je bil dogovorjen z gimnazijskim sošolcem in soplezalcem Maxom Paloucom, vendar je njegov prijatelj prišel v Vrata šele en dan pozneje, ko je Klodwig že sam opravil vzpon.
Veliko vzponov je opravil sam, plezal pa je tudi s slovenskimi (Palouc, Janežič) in nemškimi soplezalci.
Klodwig Tschada je z letom 1913 zaključil s plezanjem, domnevno zaradi resnega študija na Dunaju, saj so mu bile Alpe relativno daleč. Dunajski Allgemeine Sport Zeitung je konec leta 1913 med športnimi novicami objavil, da je Klodwig Tschada v kategoriji novincev zmagal v bazenskem plavanju na 60 m. Kljub presenetljivim začetnim uvrstitvam, mu hitrostno plavanje ni predstavljalo izziva, zato se je leta 1914 začel ukvarjati z veslanjem kot član posadke četverca s krmarjem. Veslal je za dunajski klub Pirat in v petih mesecih z ekipo dosegel vidne uvrstitve. 
Zadnji izpit na fakulteti je opravil 14. julija 1914, dva tedna pred izbruhom prve svetovne vojne. Zmanjkalo mu je nekaj izpitov, da bi diplomiral in opravil drugi državni izpit. Kot prostovoljec je postal kadet pri poljskem topništvu, bil povišan v praporščaka, prejel medaljo za pogum 1. stopnje in dosegel čin rezervnega poročnika v ljubljanskem polku poljskega topništva (Feldkanonenregiment). V prostem času v zaledju bojišča, se je posvečal študiju in se vestno pripravljal na manjkajoče zaključne izpite. Izogibal se je plehki oficirski družbi, ki jo je povezovalo predvsem pijančevanje.
Izšolal se je za topniškega opazovalca (opazovanje se je izvajalo iz opazovalnega balona, ki je bil preko navijalnega bobna z jeklenico pritrjen na tla). Kot navaja Sandi Sitar,[1] naj bi bil Tschada od maja do avgusta 1916 v letalski šoli in nato letel kot izvidnik pri letalski enoti št. 32. To se ujema s podatki, ki jih navaja brat Ferdinand Tschada. Žal je že 30. septembra 1916 v južnih Karpatih moral zasilno pristati, in pri tem z letalom končal v drevesnih krošnjah. Prišel je v vojno ujetništvo v Romuniji, ki je trajalo leto in pol. Ujetniške dni je težko preživljal, čas si je kolikor se je dalo krajšal tudi z risanjem. Nekaj njegovih lepih risb s svinčnikom se je ohranilo.
Domov se je vrnil v prvih dneh maja 1918, po podpisu premirja z Romunijo in izstopu Rusije iz vojne. Tedaj je želel na hitro končati manjkajoči semester na univerzi, vendar ni dobil študijskega dopusta. Bil je neskončno razočaran. Moral bi se zglasiti k rednim enotam v Wiener Neustadt. Namesto tega je raje odšel na fronto, k svoji letalski enoti na Piavi.
Pretresljivo smrt na Piavi detajlno pojasni pismo oficirja, ki je moral o smrti obvestiti družino. "Dne 20. julija sta se vračala z izvidniškega poleta nad sovražnimi linijami. Pilotiral je pogumni Schmidts, ko ju je v bok letala nenadoma zadel sovražni ogenj. Prisebni pilot je letalo uspel spraviti za avstrijske linije in tam zasilno pristati med rečnim bregom in nizkim drevjem. Ob zelo trdem pristanku so se letalu odlomili deli kril in podvozja. Strojnica, s katero je upravljal opazovalec Tschada, se je odtrgala z nosilca in mu narobe obrnjena obležala na nogah. Po zanesljivi izjavi pilota, mu je Tschada, ki se je skušal osvoboditi iz razbitin dejal: "Bravo, Schmidts, nič se nama ni zgodilo." Takoj zatem se je sprožil strel, ki je Tschado zadel v srce, kar je povzročilo smrt. Zdi se, da je nesrečnež, ko se je hotel izkopati iz razbitin, z nogo po nesreči zadel sprožilec strojnice. Dan pozneje, 21. julija 1918 smo ga pokopali na pokopališču v kraju Mansuè pri Oderzu, na ravnici pod furlanskimi Dolomiti." Na grob so njegovi tovariši postavili križ s poškodovanim letalskim propelerjem in pod njim zasadili nekaj cvetja. Dočakal je šestindvajset let ...
Tschada in drugi ljubljanski plezalci za časa monarhije (Ana Klauer, Emil Klauer, Max Palouc, Janežič …), ki so opravili prve vzpone v severni steni Triglava in drugje, so imeli precej več skupnega kot različnega s svojimi slovenskimi sosedi. Vsekakor bi bilo edino pravilno, da to napredno mladino primerno uvrstimo v našo zgodovino alpinizma!
[1] Sandi Sitar, Letalstvo in Slovenci. Pionirsko obdobje in prva svetovna vojna, Ljubljana: Založba Borec, 1985

## Plezalni vzponi Klodwiga Tschade zabeleženi v arhivu Akademskega kluba na Dunaju
- Leta 1910, ko je imel 18 let:
- Kokrska Kočna, avgust 1910: prvi sestop po severni steni, sam.
- Leta 1911, ko je imel 19 let:
- Kokrska Kočna, prvi sestop po zahodnem grebenu, sam
- Turn pod Razorjem, prvi vzpon v severni steni, IV, 60 m, sam
- Ojstrica, prvi vzpon čez vzhodno steno, z Maxom Paloucem, III, 700 m
- Škrlatica, varianta v severni steni. Robert Damberger, Klodwig Tschada, Karl Niederdöckl
- Triglav, severna stena, Nemška smer, IV, 800 m, prva prosta in solo ponovitev
- Planjava, severna stena, prvi vzpon, z Maxom Paloucem, IV/III, 1000 m
- Kanin, severna stena, s Friderichom Fanegichom, II, 200 m Tega leta je v dnevnik Akademskega kluba vpisal tudi nekaj planinskih vzponov: Vršič, Snežnik, Montaž (Parte di Mezzo), dvakrat Triglav, Grintovec, Skuta, Grossglockner, Hohe Scharte
- Leta 1912, ko je imel 20 let:
- Velika Ponca, z Gustavom Renkerjem, II, 400 m
- Turska gora, prvi sestop po severni steni, sam
- Turn pod Razorjem, varianta v severni steni, IV, 60 m, sam
- Travnik, severna stena, III/IV, 700 m, sam
- Prisojnik, vzhodna stena, drugi vzpon, sam  Vpisani zimski vzponi: Hoch Schwab, Kitzbüheler Horn, Grossen Tragl, Lawinenstein, Zwischensulzbachtörl

Viri:
Arhiv Akademische Sektion Wien 
Arhiv univerze na Dunaju
Arhiv Republike Slovenije 
Družinski arhivi in spomini družin: Troha, Tschada, Sames in Pfenicher
historisches-alpenarchiv.org
Mitteilungen des Deutschen und Österreichischen Alpenvereins
Österreichischen Nationalbibliothek
Plezalni dnevniki Klodwiga Tschade
Popisi prebivalstva mesta Ljubljana
Spletni arhiv Planinskega vestnika
www.dlib.si
www.osttirol.com
1. ↑  »Planinski vestnik. Alpinizem na Kranjskem pred prvo svetovno vojno« (PDF). 18. oktober 2022.
2. ↑  »Planinski vestnik. Zmagovalec je tisti, ki je nekaj naredil iz sebe« (PDF). 18. december 2022.